# 日本の集団的自衛権
ここでは、日本の集団的自衛権（にほんのしゅうだんてきじえいけん）について述べる。

## 概要

### 日米安保と集団的自衛権
集団的自衛権は、1945年に成立した国連憲章の第51条に記載された権利ではなく国連加盟国において認められた権利である。
国連は、安全保障理事会に依拠した集団安全保障を世界秩序維持の原則に掲げているが、これが機能しない場合、個別的・集団的自衛権による加盟国の対処が認められていた。
日本は、国連が設立された直後から主権を喪失していたが、主権回復にあたって1951年9月8日、旧交戦国である連合国（国連の母体）との間にサンフランシスコ講和条約を締結した。その際、
とされ、個別的・集団的自衛権は日本においても認められた。一方、講和条約と並行して締結交渉が進められていた旧・日米安全保障条約においては、日本側は、日米両国間において集団的自衛権の関係を設定し、これを根拠に主権回復後の日本においても米軍駐留を続けることを求めた。しかし、アメリカ側はバンデンバーグ決議を理由に相互対等な防衛条約の締結に難色を示し、結局は相互の防衛義務については明記しない（両国が集団的自衛権を保有していることを明示するに留める）形で締結された。
日本は1952年4月28日に主権回復を果たしたが、この時警察予備隊（10月15日に保安隊に改組）の存在が、憲法第9条違反であるかが議論になった。
この28日の答弁は、個別的自衛権すら放棄したものと解する余地もありましたが、次の7月4日の弁明からすると、自衛「戦争」を認めない趣旨であり、自衛「権」を放棄するものではない。このように政府は「自衛権は否定されないが自衛戦争は認められない」と説明していた。
1954年7月1日に成立した自衛隊の合憲性について、その後内閣総理大臣の吉田茂（自由党総裁）は、日本は国家の自然権としての自衛権を保持しており、憲法典の記載内容にかかわらず自衛力は合憲である旨を答弁した。
吉田についで総理になった鳩山一郎率いる日本民主党は、吉田の日米同盟安住路線を批判して、自衛隊違憲論に基づく改憲を主張していた。しかし総理就任後は、国家固有の自衛権に基づく自衛隊合憲論に落ち着く。1955年6月16日、この矛盾を突いた江崎真澄（自由党）に対する答弁で、鳩山は
と答弁した。憲法上許される自衛の範囲としては、この「必要最小限度」という抽象的なラインが以降維持されるようになる。なお、この頃の「必要最小限度」は、自衛隊発足直前の1954年6月2日に参議院本会議が「自衛隊の海外出動を為さざることに関する決議」を決議するなど、自衛隊の海外派兵を行わないことであった。
1959年の砂川事件においては、在日米軍の合憲性が争われたが、最高裁判決においては、
とされ、「集団的安全取極」としての日米安保条約が合憲であるとされた。
1960年1月19日、新・日米安全保障条約が締結された。同条約では、旧条約ではアメリカ側の意向により日米両国の間の集団的自衛権の行使が明示されていなかったのを改め、
と、アメリカによる日本の防衛と、それに対する自衛隊の共同行動が明文化された。日本政府は、総理の岸信介が
と答弁するなど、新条約によって集団的自衛権が名実ともに行使されるようになったことを強調することに務めていた。

### ベトナム戦争やニクソン政権の誕生と集団的自衛権の概念の変化
集団的自衛権を巡る状況が大きく変わるのは、1960年代後半に激化したベトナム戦争である。当時アメリカ領であった沖縄の米軍基地から出撃した戦闘機が連日北爆を行っており、国会ではこの北爆の是非が、集団的自衛権と絡めて度々議論された。社会では反戦運動が高まり、集団的自衛権そのものに対する印象も悪化した。当時の佐藤政権は、沖縄返還の交渉を進めるために、政治的リスクをとって米軍の作戦を支持していたが、沖縄返還以降も北爆が継続した場合には、在日米軍の行動に関する事前協議制度の適用対象となることにより、更なる政治的リスクを要求される可能性があった。
1969年1月、佐藤政権はニクソン政権の誕生を機に沖縄返還交渉を始めたが、その際対外交渉と国内への説明の双方で、政府のスタンスを使い分ける態度をとる。アメリカとの交渉においては、沖縄返還後は沖縄基地においても事前協議制度が適用されることになるが、制度を「弾力運用」することによって、運用上は本土を含めた全基地を事実上自由使用できるようにした。これによってアメリカは、日本が主体的に北爆の支持を行うことで、国際的な責任感を共有するようになった、と評価した。しかし国会答弁においては、事前協議で了承するか否かの判断基準は国連憲章で機械的に行い、更に、日本の安全保障と無関係な米軍の行動には、日本は実質的には関与しない、との立場をとり、ベトナム戦争には形式的な事前協議を除いて日本側は関知しない立場を強調した。
1969年2月19日、内閣法制局長官の高辻正己は
と答弁、集団的自衛権の合憲性に初めて否定的な見解を示した。以降も日本政府は、集団的自衛権は違憲である、という趣旨の答弁を一貫して行うようになる。
この一連の工作を経て、国内の基地からの米軍機の出撃は集団的自衛権の枠外の事例（日本政府の関与の範囲外で米軍が勝手に行っている行動）であり、更にそもそも集団的自衛権は違憲である、という二重の論理で、佐藤政権は国内における政治的リスクから距離を置いた。この直前に安田講堂事件が起こるなど、全共闘による大学紛争がピークに達しており、高辻長官率いる内閣法制局主導の解釈改憲に忠実に振る舞うことの政治的メリットが大きかったためである。アメリカ側も、基地の使用権を事前協議制度に握られている以上、ベトナム紛争のリスク回避を図る佐藤の立場を黙認せざるを得なかった。
田中政権下での1972年10月14日、集団的自衛権の合憲性についての解釈を発表した。
この見解文書によって、「必要な自衛の措置」は「必要最小限度の範囲にとどまるべき」なので、集団的自衛権は違憲である、という論理構成が定まった。
1981年、政府は社会党衆院議員の稲葉誠一への答弁書において、集団的自衛権と憲法9条との関係について、政府見解を端的にまとめている。
この時点で政府解釈では、
- 個別的自衛権=必要最小限度の範囲内の自衛措置=合憲
- 集団的自衛権=必要最小限度の範囲を超える自衛措置=違憲

というラインが自明のものとして採用されており、合憲・違憲の判断基準が海外派兵の有無から必要最小限度のラインに変化しており、さらにそれにあわせて個別的・集団的自衛権が日本国憲法の独自の基準で再定義されていた。更に、かつて（政府答弁で）合憲とされていた集団的自衛権（基地の提供や物資の援助など）の取り扱いについては、「当時は集団的自衛権であるとみなしていたが、現在では集団的自衛権の概念の変化に基づき、これらを集団的自衛権とはみなさないものとする」趣旨の答弁を行い、1972年以前の憲法解釈との整合性に優先して、「現在の日本政府の解釈上の集団的自衛権を、日本は行使できない」という自家撞着的結論が定められた。

### PKO協力法と再度の解釈改憲
冷戦終結直後の1990年に勃発したクウェート侵攻において、日本も人道介入すべきかどうか、という議論が生起した。国会で「国連平和協力法案」が審議されたが、世論の圧倒的な反対に加え、憲法学者からも「集団的自衛権に該当し、違憲の恐れあり」との意見が多く出され、廃案に追い込まれた。結果、日本は自衛隊を派遣せず、翌1991年の湾岸戦争に際しては代わりに「集団的自衛権でない形での協力」として135億ドルの資金援助を行ったが、ほとんどの関係国から感謝されなかった。国際社会の風当たりの強さを実感した世論は自衛隊のPKO参加に賛成するようになり、1992年、「国連平和協力法」（PKO協力法）が成立した。
元総理の中曽根康弘は、1996年の著書で、1995年の暮れから、集団的自衛権の問題を自身が設立した政策シンクタンクである財団法人世界平和研究所で検討し、日本の集団的自衛権行使は限定的に認められるべきであるとの主張を述べた。1996年3月には、世界平和研究所の評議員・研究顧問だった元大蔵官僚の田中啓二郎が、『集団的自衛権の行使、海外における武力行使及び地域取り極めに関する一考察』を発表した。
日米同盟の運用方針について、アメリカ側から新たな負担の要請が出されるようになり、「周辺事態安全確保法」（1999年）や「テロ対策特別措置法」（2001年）などが相次いで成立した。特に後者は、アメリカ軍艦への給油など、国際法上の集団的自衛権を含むものが含まれていたが、これらはいずれも「集団的自衛権に該当しない活動」であるとされた。以降も、国際社会の環境変化に伴って特措法が乱発するようになる。アメリカは、「集団的自衛の禁止は同盟の障害である」と見解するようになった。
2014年1月24日、安倍晋三首相は施政方針演説で、集団的自衛権の行使を容認する憲法解釈の変更について言及。「対応を検討する」と述べ、変更に意欲を示した。
同年7月1日、第2次安倍内閣において、集団的自衛権を限定的に行使することができるという、憲法解釈を変更する閣議決定がなされた。変更の必要性は、日本を取り巻く安全保障環境が急速に変化したという事実認識から説明される。
閣議決定によると、日本における集団的自衛権の行使の要件として、日本に対する武力攻撃、又は日本と密接な関係にある国家に対して武力攻撃がなされ、かつ、それによって「日本国民」に明白な危険があり、集団的自衛権行使以外に方法がなく、必要最小限度の実力行使に留まる必要があるとしている。これを自衛の措置としての武力の行使の「新三要件」という。
さしあたり解釈変更の動機として、内閣総理大臣の安倍晋三は「紛争中の外国から避難する邦人を乗せた米輸送艦を自衛隊が守れるようにする」としている。また、官房長官の菅義偉は「新三要件を満たせば、中東ペルシア湾のホルムズ海峡で機雷除去が可能だ」としており、「原油を輸送する重要な航路に機雷がまかれれば、国民生活にとって死活的な問題になる」としている。さらに2014年7月14日の国会答弁において、「世界的な石油の供給不足が生じて国民生活に死活的な影響が生じ、わが国の存立が脅かされる事態は生じ得る」と語っている。
しかしながら内閣官房の概要によれば、「石油なしで国民生活は成り立たないが、代替エネルギー利用を進め、外交や国際協調に全力を尽くしており、憲法上許されるのは、国民の命と平和な暮らしを守るための自衛措置のみであるから、石油のために集団的自衛権の行使を行う事はできない」としている。一方で、新エネルギーは石油エネルギーに代替するまでの影響力を行使することが現時点で困難であるため、本質的なリスク回避となるまでには至らないという認識が一般的であるため、国民生活の基盤を確保する目的においては、やはりホルムズ海峡などの重要拠点を堅守する体制が重要であるという議論も根強い。
現実問題として海上自衛隊は、機雷除去については、集団的自衛権があるか否かに関わらず、停戦後であれば、「警察権の行使」として危険物を除去していると解釈することで行う事ができるとしている。一方で掃海はダイバーが行う困難な作業で、海上自衛隊が持つ特殊な技術であり、過去に掃海部隊が派遣されて任務にあたっているため、「停戦前は危険」という議論は的外れであるという指摘もある。
自衛権発動の新3要件にある「他国に対する武力攻撃」について、武力攻撃事態法が定める「武力攻撃予測事態」も含むのかという質問に対して、総理の安倍晋三は「まず武力攻撃がなければ駄目だ。予測事態は入らない」と述べ、実際の武力攻撃が発生しなければ集団的自衛権は行使できないとの認識を示した。
集団的自衛権を行使するために必要な法案（防衛省設置法・自衛隊法・武力攻撃事態法・国民保護法・重要影響事態法・PKO協力法・海賊対処法・船舶検査活動法・米軍行動円滑化法・国家安全保障会議（NSC）創設関連法）は、2015年1月召集の通常国会に提出されるものとみられていた（平和安全法制#国会における審議・成立を参照）。豊下楢彦（前 関西学院大学教授）は、「集団的自衛権を行使するということは、軍隊として戦争することに他ならない。」とした上で、集団的自衛権を行使するためには、日本国憲法の改正と自衛隊の正式軍隊化、「開戦規定」や「交戦規定」を整え、「軍法会議」を設置することが必要であると述べている。なお「集団的自衛権」は、2014年の新語・流行語大賞年間大賞に選出された。
集団的自衛権の行使（限定行使）を容認した、2014年7月1日の第2次安倍内閣での閣議決定の無効を求める裁判が起こされたが、2015年7月29日、最高裁判所は訴えを却下した。行使を容認する政府解釈は、内閣法制局で1日審議された後に通過した。
木村草太（首都大学東京准教授）は、日本を攻撃するA国へ弾薬提供や給油支援するB国は武力行使と一体化しているので従来は、個別的自衛権で自衛隊は反撃できたが、自衛隊の任務に集団的自衛権を容認する安保法制では、自衛隊の米軍等への弾薬提供や給油支援が後方支援で武力行使と一体でないとしたために、弾薬提供や給油支援するB国に自衛隊は反撃できない旨を、参議院の審議で防衛大臣中谷元は答弁したと言っている。
長谷部恭男は、日本を取り巻く安全保障環境が厳しさを増しているのなら、(少子高齢化で人口と税収の)限られた防衛予算を世界中に展開して、米軍の手伝いをするのは愚の骨頂だと述べている。

## 従来の政府見解
2014年7月7日15時まで防衛省のホームページ上には、集団的自衛権は認められないと掲載されていた。また、自衛権の行使についても、「わが国に対する急迫不正の侵害があること」という要件が表記されていた。
集団的自衛権は、「自国と密接な関係にある外国に対する武力攻撃を、自国が直接攻撃されていないにもかかわらず、実力をもって阻止する国際法上の権利」と定義している。

### 集団的自衛権根拠の特定秘密保護法による秘密指定
2014年10月6日、衆議院予算委員会において、安倍晋三首相は、集団的自衛権に関し、行使の条件となる武力行使の新三要件該当の是非の判断材料となる情報が、特定秘密保護法に基づく特定秘密に指定され、政府の監視機関に提供されない可能性があるとの考えを示した。内閣府に設置予定の特定秘密の監視機関「独立公文書管理監」に対して「十分な検証に必要な権限を付与することを検討している」と述べたが、各行政機関の長が管理監に、特定秘密に指定されていることを理由に情報提供を拒むことも可能と説明した。その場合「管理監に理由を説明しなければならないことを運用基準に明記することを検討している。管理監に提供されない場合は極めて限られる」と述べた。

### 憲法9条と集団的自衛権
従前政府は、憲法9条の下では、自国が武力攻撃を受けていない状況下でわが国が同盟国等のために武力行使をすることは許されない、としていた。
防衛白書13年版までは集団的自衛権は憲法9条で許容される範囲を超えるものであり許されないとしていたが、14年版では憲法上許容できるとされた。
学者の中では、山元一が集団的自衛権は憲法の枠組みに納まっているという論争を展開しており、憲法上許容できるという見方も憲法学者の中にあるにはあるが少数派に留まっている。

## 日本国外との関係
江渡聡徳防衛大臣は、2014年9月8日中日新聞のインタビューにおいて、武力で他国を守る集団的自衛権を行使して、自衛隊が停戦前の機雷掃海を行っている途中で、国際連合安全保障理事会の決議に基づき国連主導で侵略国などを制裁する集団安全保障に切り替わっても活動を継続すると述べた。停戦前の機雷掃海は、機雷を敷設した国の防御力を低下させるため国際法上は武力行使と認められる。

### 日米安全保障条約の審議
集団的自衛権に関する本格的な議論が初めて国会に登場するのは、日米安全保障条約の審議の際である。しかし、当時は、集団的自衛権の概念自体が必ずしも一義的でなかった。集団的自衛権は、新しい概念であったことから、これを行使する国の権利・利益に対する危険の存在を要件とするか、その発動に特別の条約関係を必要とするか等々学会でも様々な議論があり、日米安全保障条約の改定をめぐる国会論戦が繰り広げられた昭和30年代半ばの時点では、基地提供など、武力行使以外の交戦当事国への便宜提供や経済的援助をも含む概念かどうか、いわばその外延に関しても必ずしも定説が得られない状況であった。

## 安全保障関連法案反対運動

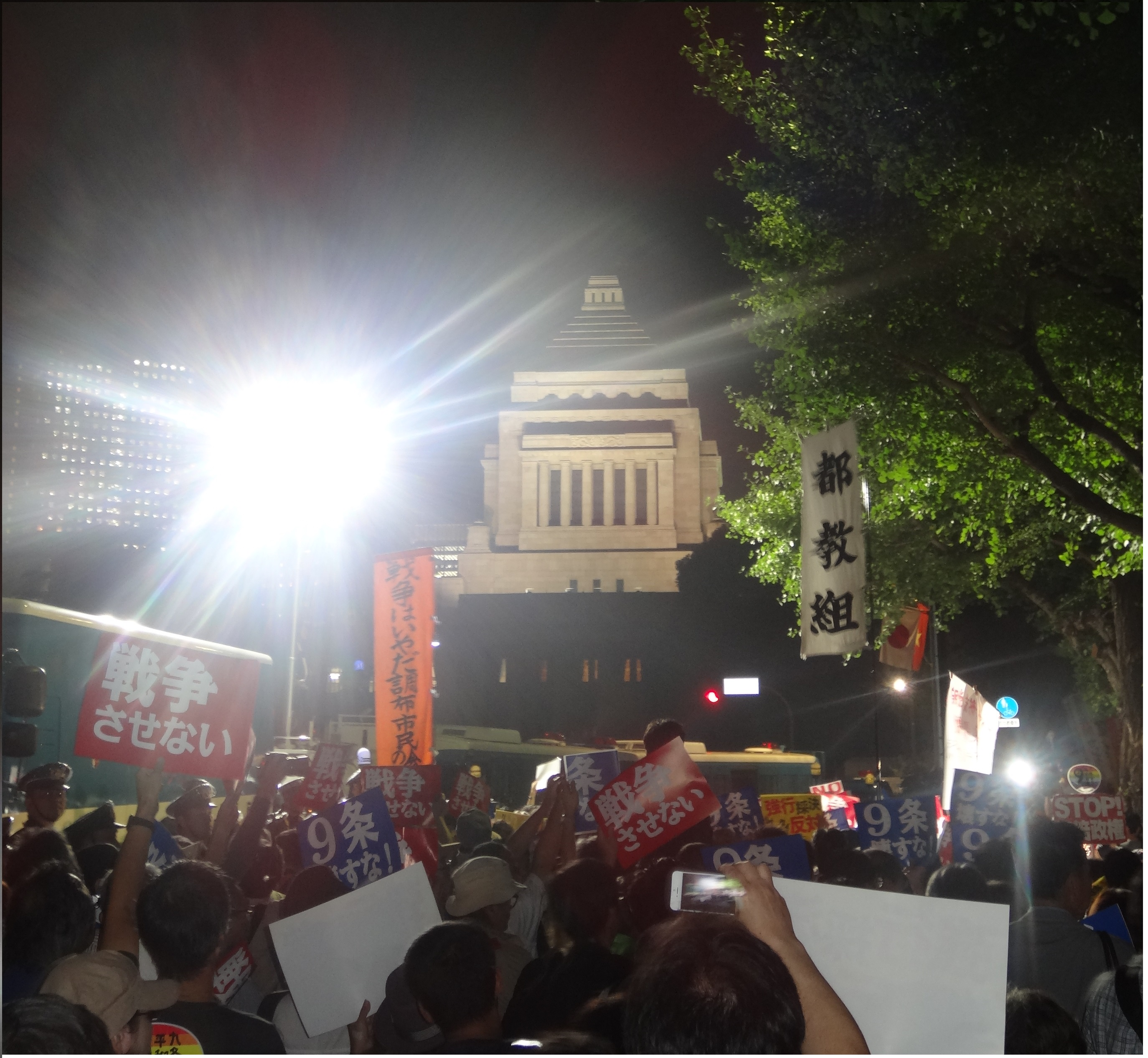
反対デモ（国会前）

2015年9月15日、参議院平和安全法制特別委員会は中央公聴会を開いた。SEALDs の奥田愛基、元最高裁判事の浜田邦夫、小林節・慶應義塾大学名誉教授(憲法学)、松井芳郎・名古屋大学名誉教授(国際法)は違憲だとの認識を示した。